# کونزانگ چودن (تیرانداز)
کونزانگ چودن (انگلیسی: Kunzang Choden؛ زادهٔ ۱۴ اوت ۱۹۸۴ در تیمفو) تیرانداز زن در رشته تفنگ بادی ۱۰ متر اهل بوتان است که در بازی‌های المپیک تابستانی ۲۰۱۲، لندن به رقابت پرداخت.